# 타타대우 프리마
타타대우 프리마는 타타대우상용차가 타타대우 노부스의 고급형 모델로 출시된 차량이다.

## 상세
2009년 9월 14일에 출시되었으며, 유로5급 배출가스 규제 및 강화된 자동차 안전기준에 맞춘 제동장치, 섀시 프레임, 서스펜션 스프링이 대폭 변경되었다. 캡의 외관은 범퍼, 라디에이터 그릴 변경 및 내 외장을 대폭 변경함으로써 풀 체인지 되었다. 타타대우상용차 출범 이후 최초로 출시된 모델이기도 하다. 프리마를 기반으로 개발된 대형 버스 컨셉카인 타타대우 월드버스도 프리마 축제와 함께 출시되었으나, 실제 시판되지는 않았다.
프리마가 출시된 이후로도 타타대우 노부스는 판매량이 많아서 단종되지 않았다. 대신에 편의사양을 대폭 삭제하여 저가형으로 판매 중이며, 이름도 노부스 SE로 개칭되었다. 2016년에 유로6 엔진을 이탈리안 이베코(FPT)엔진을 적용하였다. 2017년식부터는 전면부 그릴과 에어덕트가 변경되었고, 군납품용 등등의 특수용도로만 판매되던 AWD(4x4, 6x6) 모델의 민간판매를 개시하여 선택의 폭을 넓혔다. 2018년에는 2019년형 New 유로6 프리마를 2018 코리안 트럭쇼 공개하였다. 2020년 2월에 두산인프라코어 DX12에 엔진을 적용하였다. 인도에서는 타타 프리마로 판매되며, 출시 초기에는 한국 사양과 같은 외형이었으나 이후 여러 변경을 거치면서 독자적인 모습으로 바뀌었다. 2022년 1월 20일에는 중형트럭은 구쎈, 대형트럭은 맥쎈으로 페이스리프트를 거치면서 프리마는 단종되었다.

## 프리마의 차명
프리마(PRIMA)라는 이름은 독일어로 '제일의, 으뜸가는'의 뜻이 담겨있다.

## 라인업

### 중형
- 4×2

### 준대형
- 카고트럭
  - 4×2

- 덤프트럭
  - 8톤 : 4×2

### 대형
- 카고트럭
  - 6×4
  - 6×4 저상
  - 6×6
  - 8×4
  - 8×4 후3축
  - 10×4

- 덤프트럭
  - 15톤 : 6×4
  - 25.5톤 : 8×4 후3축
  - 25.5톤 : 8×4

- 믹서트럭
  - 6m3 : 6×4
  - 6m3 : 6×4 (LNG)

- 트랙터
  - 4×2
  - 6×2
  - 6×2 (LNG)
  - 6×4
  - 6×4 중량운송용

## 경쟁 차종
- 현대자동차 - 현대 엑시언트
- 볼보트럭 - 볼보 FH, 볼보 FM, 볼보 FMX
- 스카니아 - 스카니아 R-시리즈, 스카니아 S-시리즈
- 메르세데스-벤츠 - 메르세데스-벤츠 악트로스, 메르세데스-벤츠 아록스, 메르세데스-벤츠 아테고
- MAN - MAN TGX, MAN TGS, MAN TGM
- 이베코 - 이베코 스트랄리스, 이베코 S-WAY, 이베코 트래커